# Чирков Віктор Вікторович
Віктор Вікторович Чирков (нар. 8 вересня 1959, Алма-Ата, КазРСР, СРСР) — російський воєначальник, Головнокомандувач Військово-морським флотом Російської Федерації (2012—2016). Адмірал (2012).

## Біографія
Народився 8 вересня 1959 року в Алма-Аті.
У 1977—1982 роках навчався у Тихоокеанському вищому військово-морському училищі ім. С. О. Макарова.
Після закінчення училища проходив службу командиром БЧ-3 (1982—1983), помічником командира сторожового корабля «Лунь» (1983—1984), старшим помічником командира ескадреного міноносця «Возбужденный», потім-ескадреного міноносця «Влиятельный» (1984—1986).
Із 1986 по 1987 рік навчався на Вищих спеціальних офіцерських класах ВМФ. Проходив службу командиром сторожового корабля «Сторожевой» (1987—1990), командиром великого протичовнового корабля «Адмірал Спиридонов» (1990—1993), заступником начальника штабу 44-ї дивізії протичовнових кораблів (1994), заступником командира (1994—1996) і командиром бригади протичовнових кораблів (1993—1998).
У 1997 році заочно закінчив Військово-морську академію імені Адмірала Флоту Радянського Союзу М. Г. Кузнєцова; із 1998 по 2000 рік — навчався у Військовій академії Генерального штабу Збройних сил Російської Федерації.
Із червня 2000 по червень 2005 — начальник штабу військ і сил на Північному Сході; контрадмірал (11.12.2001). Із 3 червня 2005 по вересень 2007 рік — командувач Приморською флотилією різнорідних сил Тихоокеанського флоту, віце-адмірал (12.06.2006); із 17 липня 2007 року по вересень 2009 року — начальник штабу Балтійського флоту.
8 вересня 2009 року призначений командувачем Балтійського флоту.
Із 6 травня 2012 по 6 квітня 2016 року — Головнокомандувач Військово-морським флотом Російської Федерації.
9 серпня 2012 року присвоєно військове звання «адмірал».
У листопаді 2015 року переніс операцію, після якої проходив реабілітацію. У лютому 2016 року подав рапорт про звільнення зі Збройних Сил за станом здоров'я. У квітні 2016 року звільнений з посади Головнокомандувача Військово-морським флотом Російської Федерації.
Із 1 вересня 2016 року — головний радник президента АТ «Об'єднана суднобудівна корпорація» з військового кораблебудування. Член Морської колегії при Уряді Російської Федерації.
Є Головою опікунської ради «Клубу адміралів».

## Сім'я
Одружений. Має двох синів.

## Нагороди
- Орден «За заслуги перед Вітчизною» IV ступеня
- Орден «За військові заслуги»
- Орден «За морські заслуги» (2011)[12]
- Орден «За службу Батьківщині у Збройних Силах СРСР» ІІІ ступеня
- Медалі СРСР
- Медалі РФ